# Eröffnungsfeier der Olympischen Sommerspiele 1980

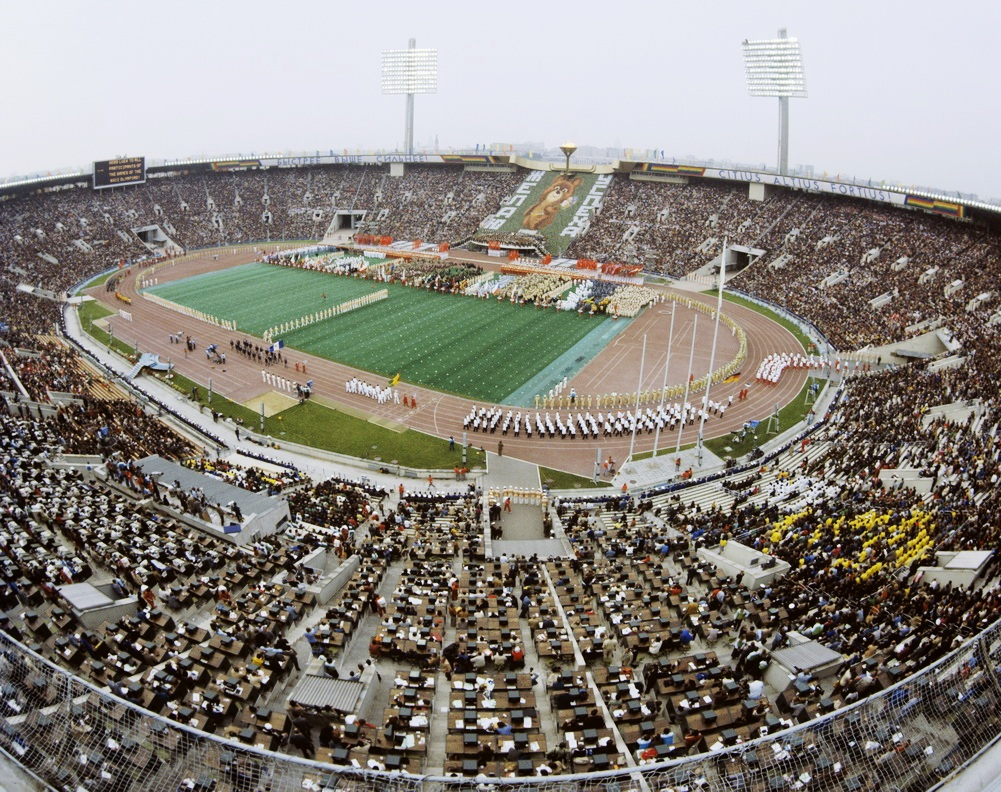
Bild der Eröffnungsfeier während der Parade der Nationen

Die Eröffnungsfeier der Olympischen Sommerspiele 1980 in Moskau fand am 19. Juli 1980 im Lenin Stadion statt. Erstmals war nach dem zeremoniellen vorgeschriebenen Teil auch eine künstlerische Darstellung Teil der Veranstaltung, die vom Regisseur Joseph Tumanow gestaltet wurde. Die Spiele wurden eröffnet durch Leonid Breschnew. Sergei Below entzündete das olympische Feuer.
Aufgrund vom Boykott der Spiele musste die Eröffnungsfeier von viereinhalb Stunden auf drei Stunden gekürzt werden. Es sollen 16.000 Darsteller (als Tänzer und Athleten) am künstlerischen Teil mitgewirkt haben. Etwa 4.500 Soldaten bildeten eine Wand aus Kacheln, die unterschiedliche Darstellungen auf der Tribüne ermöglichten, beispielsweise auch das Emblem der UdSSR oder das Maskottchen Mischa.

## Ablauf
Um 16:00 Uhr Moskauer Zeit läutete die Kreml-Uhr und eröffnete damit die Veranstaltung. Begleitet von einer Fanfare der Heroldtrompeter erklang die „Moscow Fanfare“ des sowjetischen Musikers und Komponisten Andrei Golowin. Anschließend wurde der sowjetische Führer Leonid Breschnew vorgestellt, gefolgt von der Wiedergabe der Nationalhymne der Sowjetunion. Währenddessen zeigte eine Choreografie mit Karten auf den Tribünen das Wappen der UdSSR.

### Parade der Nationen
Es erfolgte eine Parade griechischer Streitwagen im Stadion, gefolgt von roten Fahnen mit dem Emblem der Moskauer Olympiade. Dabei erklang das Lied „Stadion meiner Träume“ (russisch: Стадион моей мечты, Stadion moyey mechti). Anschließend folgte der Einzug der Nationen, wobei Griechenland die Parade anführte, während die anderen Delegationen in kyrillischer alphabetischer Reihenfolge folgten und die Sowjetunion als Gastgeberland traditionell zuletzt einlief. Von den insgesamt 80 Nationen, die an den Spielen teilnahmen, zeigten aus Protest 16 Nationen nicht ihre eigene Flagge, sondern die olympische Flagge und 10 Nationen hatten zur Eröffnungsfeier nur einen Fahnenträger geschickt. Um die hohe Anzahl an Staaten zu verdecken, welche nur mit olympischer Flagge einlaufen, wurde bei der Übertragung häufiger nur das Namensschild gezeigt.

### Zeremonielle Eröffnung

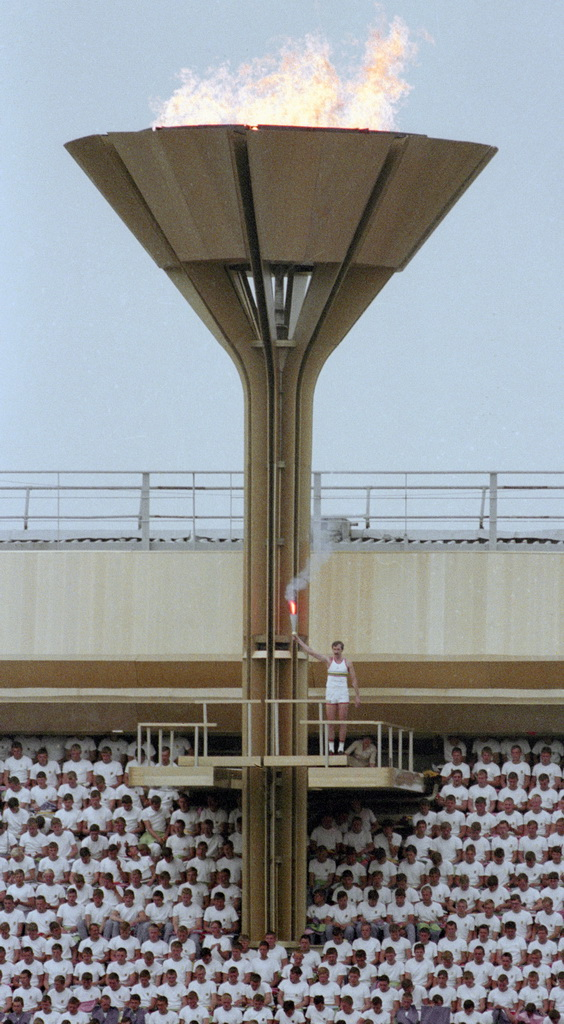
Entzündung des Olympischen Feuers, darunter ein Ausschnitt der menschlichen Kachelwand

Nach einer Rede vom Vorsitzenden des Olympischen Organisationskomitees Ignati Nowikow und dem Präsidenten des IOC Lord Killanin, erklärte Leonid Breschnew die Spiele für eröffnet. Anschließend zog die olympische Flagge getragen durch acht sowjetische Athleten ein, begleitet von 22 weiteren Personen. Die Flagge wurde gehisst, mit Begleitung der olympischen Hymne auf Russisch. Der Einzug der olympischen Flamme erfolgte durch Wiktor Sanejew. Den letzten Abschnitt übernahm Sergei Below, Mitglied der sowjetischen Basketballnationalmannschaft. Below gelangte über einen mit Karten, die von Menschen hochgehalten wurden, gestalteten Weg zur Fackel und entzündete das Feuer.
Danach wurde der olympische Eid für die Athleten von Nikolai Andrianow und für die Kampfrichter von Alexander Medwed abgelegt.

### Botschaft aus dem All
Zu Beginn der künstlerischen Darstellung grüßten die Astronauten Leonid Popow und Waleri Rjumin von der Raumstation Saljut 6 aus die Athleten und wünschten ihnen viel Glück. Dies geschah durch eine Live-Kommunikation zwischen der orbitalen Raumstation und dem Zentralen Lenin-Stadion. Ihr Auftritt wurde auf der Anzeigetafel des Stadions gezeigt, während ihre Stimmen über Lautsprecher übertragen und übersetzt wurden. Dieser Moment wurde im Stadion dafür genutzt, das die Athleten die zentrale Fläche räumen.

### Tanz: Freundschaft der Völker
Der Tanz der Freundschaft der Völker war eine halbstündige Performanz, in welcher die 15 Unionsrepubliken der UdSSR in regionaler Kleidung traditionelle Tänze aus ihren Republiken zeigten. Dabei hatte jede einzelne Performanz etwa eineinhalb Minuten. Währenddessen standen die gerade nicht aktiven Tänzer im Hintergrund und machten unterstützende Bewegungen. Als Letztes stellte sich die Russische SFSR dar, welche ihre Präsentation begann, mit dem Einfahren von Troikas. Im Anschluss gab es noch einen letzten Tanz von allen Tänzern gemeinsam zum russischen Volkslied Kalinka.

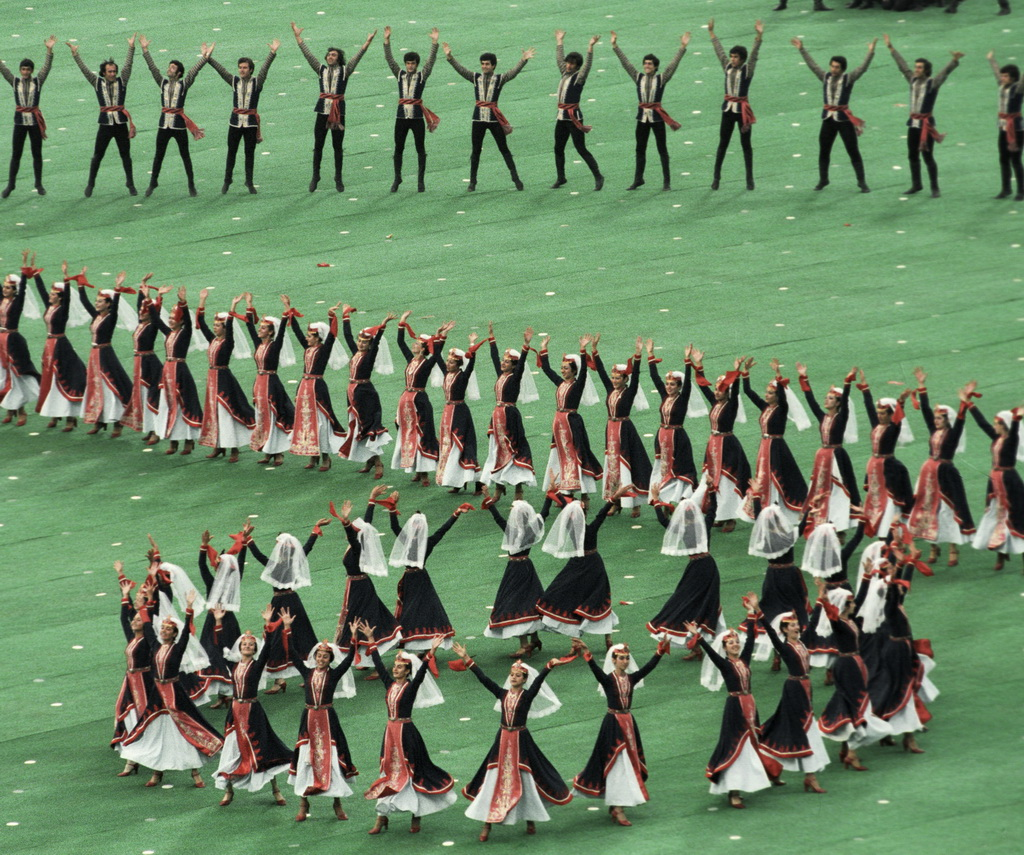
Tanz der Freundschaft der Völker

### Gymnastische und Sportliche Schaustellungen
Die Veranstaltung präsentierte Turnerinnen und Turner, die Darbietungen mit Bändern, Bällen und Pauschenpferden zeigten. Zusätzlich tanzten zahlreiche Darsteller als Mischa verkleidet auf dem Stadionfeld. Eine Kinderdarbietung begann mit Vorführungen auf Steckenpferden, gefolgt von einer Aufführung mit Puppen. Turnübungen wurden in den Segmenten eingebunden, und die Darbietung endete damit, dass Jungen und Mädchen sich vereinten und Gruppen von „Troikas“ bildeten, bevor sie die Szene verließen.

Anschließend formten Turner fünf menschliche Vasen, die aus mehreren Ebenen bestanden und von oben betrachtet das olympische Symbol bildeten. Während dieses Abschnitts erklang Eugen Dogas berühmter Hochzeitswalzer aus dem Film Мой ласковый и нежный зверь (A Hunting Accident) von 1978. Diese Interpretation wurde auch am Ende der Eröffnungsfeier der Goodwill Games 1986 sowie während der Eröffnungsfeier der Olympischen Winterspiele 2014 in Sotschi verwendet.

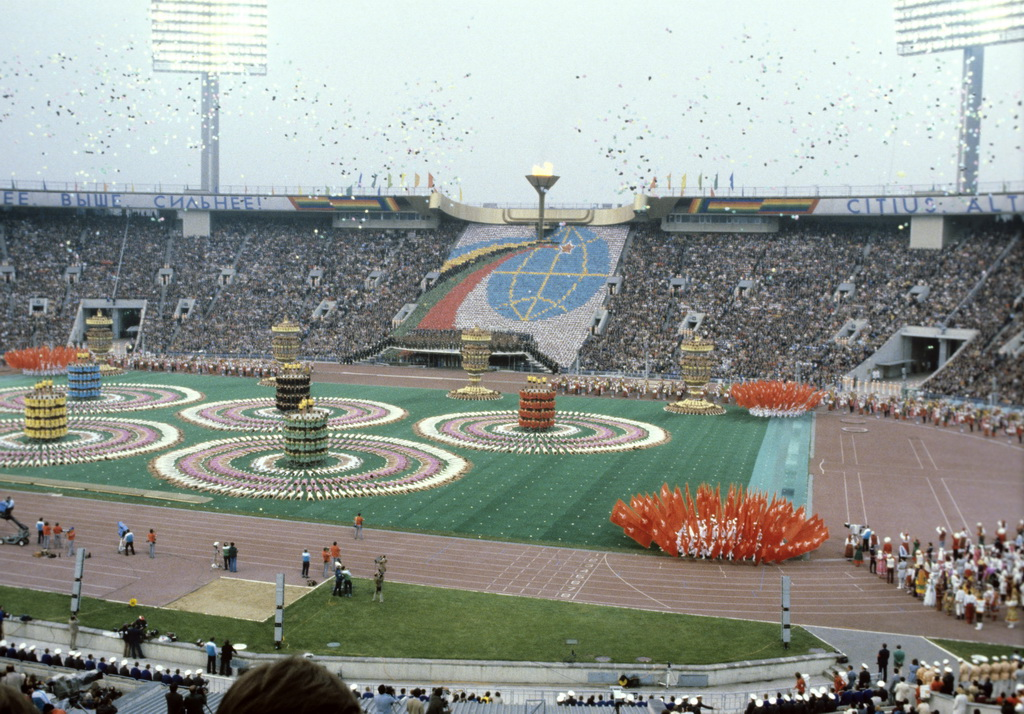
Olympische Ringe aus Turnern

### Ende der Eröffnungsfeier
Nach dem Steigenlassen von Ballons betraten zum Schluss erneut Performer aus allen Teilen der Eröffnungsfeier die Arena und winkten den Zuschauern zu.

## Rezeption
Die Eröffnungs- und Abschlusszeremonien der Olympischen Spiele in Moskau wurden von den Medien weltweit ausführlich behandelt. Es sollen über eine Milliarde Menschen die Eröffnungsfeier gesehen haben und es wurde betont, dass die Zeremonien einen bleibenden Eindruck hinterlassen haben. Zum Beispiel wurde von der AFP festgehalten, dass „die Spiele mit einer beeindruckenden Zeremonie im Lenin-Stadion begonnen hatten“. Die Washington Post berichtete von „einer prächtigen Eröffnungsshow, die in der Olympiageschichte ihresgleichen suchte“. Die internationale Öffentlichkeit, hochrangige Vertreter der olympischen Bewegung und Persönlichkeiten weltweit äußerten ähnliche Anerkennung für die eindrucksvolle Eröffnungsfeier der Spiele.
Die Feier wurde einerseits als prägend für kommende Spieleröffnungen gedeutet. So ist bis heute eine künstlerisch/kulturelle Schaustellung Kernpunkt einer jeden Eröffnungsfeier. Andererseits wurde die stark propagandistische Schaustellung der UdSSR als höchst problematisch gesehen und wird als deutliches Zeichen gedeutet, dass der Kalte Krieg auch Auswirkungen auf den Sport hatte. Auch wurde kritisiert, dass die Veranstaltung deutlich länger gewesen sei als die vorherigen.